# Cambridge Bay
Cambridge Bay (Inuinnaqtun: Iqaluktuuttiaq Inuktitut: ᐃᖃᓗᒃᑑᑦᑎᐊᖅ) (censimento del 2006: 1.477; area urbana: 1.147) è un insediamento capoluogo della Regione di Kitikmeot del Nunavut, in Canada.

## Nome
Il nome tradizionale Inuinnaqtun del luogo è Ikaluktuutiak o Iqaluktuttiaq, e il significato è quello di "luogo buono per la pesca". Il linguaggio della regione è quello Inuinnaqtun, con l'utilizzo dell'alfabeto latino e non dei tradizionali caratteri Inuktitut. Come anche a Kugluktuk, Bathurst Inlet e a Umingmaktok, i caratteri tradizionali vengono utilizzati solamente in circostanze ufficiali dal governo del Nunavut.

## Popolazione e territorio
Cambridge Bay è situato nella costa meridionale dell'Isola Victoria, ed è il principale centro economico e amministrativo della Regione di Kitikmeot. Secondo gli ultimi dati risalenti al 2006, la popolazione era di 1 477 abitanti, con un incremento del 12,8% rispetto al 2001. Circa l'80% della popolazione è di origine Inuit. Importante è la sua posizione per quei viaggiatori e turisti che percorrono il passaggio a nord ovest.
Sono stati trovati nel luogo resti archeologici di insediamenti di cacciatori e pescatori. Tipici della zona sono i caribù, le otarie, le trote e altri pesci, tutti fondamentali come fonti di cibo per gli abitanti.

## Storia
L'attuale Cambridge Bay è nata negli anni venti su iniziativa della Royal Canadian Mounted Police (RCMP) e della Hudson's Bay Company. Al termine della seconda guerra mondiale venne costruita nella zona la Cambridge Bay LORAN Tower, insieme a una DEW Line nel 1955. La presenza militare agevolò l'economia locale e divenne quasi un magnete per gli Inuit vogliosi di vivere e stabilirsi permanentemente. Prima di allora Cambridge Bay era soltanto un punto di ritrovo per la caccia e la pesca e per gli scambi commerciali correlati.
La Kitikmeot Inuit Association, la Nunavut Impact Review Board, e la Nunavut Planning Commission hanno delle loro sedi stabilite presso Cambridge Bay.
Durante la campagna elettorale del 2006, il leader del Partito Conservatore Stephen Harper aveva annunciato l'intenzione di stabilire nella zona una nuova base militare. Nell'agosto del 2007, Harper ha annunciato che la base militare sarebbe stata spostata a Resolute Bay, sempre in Nunavut.
Cambridge Bay ha anche un'importanza storica: infatti è stata la tappa finale della navigazione sulla Baymaud capitanata da Roald Amundsen.

## Media

### Radio
Oltre a una stazione radio locale, Cambridge Bay è servita anche da due canali della rete CBC Radio, con il segnale radio ritrasmesso dalle località di Iqaluit e di Inuvik.
- FM 97.7 - CFBI-FM, radio locale
- FM 101.9 - CFFB (AM), CBC Radio One
- FM 105.1 - CHAK (AM), CBC Radio One

### Televisione
- Channel 9, CBC North

### Servizi internet
- QINIQ, servizio internet a banda larga del Nunavut
- Polarnet, fornitore internet della Regione di Kitikmeot[5]
- Netkaster, servizio internet satellitare fornito da Northwestel[6]

Arctic Fibre e Ivaluk Network stanno collegando Cambridge Bay ad una rete di cavi sottomarini in fibra ottica che la collegherà a tutto il mondo.